# Clavus cantharis
Clavus cantharis é uma espécie de gastrópode do gênero Clavus, pertencente a família Drilliidae.